# Neuweiher (Zeller Bach)
Der Neuweiher ist ein künstlicher See bei Dietramszell. Er liegt im Ablauf des Waldweihers zum Zeller Bach und folgt dort auf den Marxenweiher.
Der Neuweiher wird als Fischereigewässer genutzt und wurde vermutlich auch zu diesem Zweck angelegt. Der Weiher ist mit Karpfen, Grasfisch, Hecht, Schleie, Brachse, Barsch, Rotauge und Rotfeder besetzt.